# Nicoleta Esinencu
Nicoleta Esinencu (n. 17 decembrie 1978, Chișinău) este un dramaturg de limbă română din Republica Moldova. Este parte a familiei de intelectuali români basarabeni Esinencu.

## Scurtă biografie
Nicoleta Esinencu s-a născut pe 17 decembrie 1978, la Chișinău, în Republica Moldova. A studiat la Universitatea de Stat a Artelor din Moldova, specialitatea Dramaturgie și scenaristică. Este secretar literar la Teatrul „Eugene Ionesco“ din Chișinău.
A studiat teatrul și scenaristica la Universitatea de Stat din Moldova din Chișinău.

## Lucrări
Autoarea pieselor: Cum să scrii o piesă, Fuck you, eu.ro.Pa!, A șaptea kafana (coautoare, împreuna cu Dumitru Crudu și Mihai Fusu). Potrivit regizorului Valeriu Pahomi, care a pus în scenă, la Chișinău, textul Nicoletei Esinencu, monologul Fuck you, eu.ro.PA! ilustrează criza de identitate a unei tinere născute în regimul comunist, care nu se regasește nici în noua Republica Moldova, nici în Europa.

### Controverse
Una din operele sale, „Fuck you, Eu.Ro.Pa!“, scrisă în anul 2005, a câștigat în România premiul special „dramAcum“. Această piesă de teatru, care este o critică a Parlamentului European, a stârnit controverse politice intense în România și Republica Moldova.

### Audiență
Scrierile ei de teatru au fost prezentate în România, Republica Moldova, Suedia, Germania, Rusia, Japonia, Franța și Austria.
În anul 2003 Nicoletei Esinencu i s-a acordat o bursă la Academia Solitude din Stuttgart, Germania. În anul 2006, o altă bursă la Récollets International Accomodation and Exchange Center din Paris, iar în anul 2007 i se acordă, de asemenea, o bursă la Teatrul din Bourges, Franța.
În limba germană, operele au fost traduse de Eva Ruth Wemme.

### Listă de lucrări publicate (incompletă)
- Cum să scrii o piesă
- Footage
- Fuck you, eu.ro.Pa!
- A șaptea kafana
- Antidot
- Odessa Transfer
- Radical md
- RH II Pozitiv
- Zuckerfrei [6]